# Gabriel Kofler
Gabriel Kofler (* 3. Juni 2005 in Wien) ist ein österreichischer Handballspieler.

## Karriere
Kofler begann in seiner Jugend bei WAT Fünfhaus Handball zu spielen. In der Saison 2021/22 feierte der Linkshänder sein debüt in der ersten Mannschaft die an der HLA Challenge teilnahm. 2022/23 lief Kofler sowohl für seinen Jugendverein als auch für die SG Handball West Wien auf. Er spielte in diesem Jahr mit seinen Brüdern Elias und Samuel in einer Mannschaft, nahm mit dieser das erste Mal an der Handball Liga Austria teil und konnte am Ende der Saison den Meistertitel feiern. Nachdem sich Handball West Wien aus wirtschaftlichen Gründen aus der ersten Liga zurückziehen musste, lief Kofler 2023/24 für das Team in der HLA Challenge auf. Handball West Wien beendete die Spielzeit als Meister, stieg damit wieder in die Handball Liga Austria auf und konnte als erstes Zweitligateam den Pokalwettbewerb für sich entscheiden.
Mit dem österreichischen U20-Nationalteam nahm Kofler an der U-20-Handball-Europameisterschaft der Männer 2024 teil und belegte mit dem Team den sechsten Platz.

## Privates
Sein Bruder Elias spielt ebenfalls Handball und ist zurzeit für den 1. VfL Potsdam aktiv.

## Erfolge
- SG Handball Westwien
  - 1× Österreichischer Meister 2022/23
  - 1× Österreichischer Pokalsieger 2023/24
  - 1× Meister 2. Liga Österreich 2023/24

## Saisonstatistik

### HLA Challenge
| Saison    | Verein             | Spielklasse     | Spiele | Tore | 7-Meter | Feldtore |
| --------- | ------------------ | --------------- | ------ | ---- | ------- | -------- |
| 2021/22   | WAT Fünfhaus       | HLA Challenge   | 026    | 050  | 0/0     | 050      |
| 2022/23   | WAT Fünfhaus       | HLA Challenge   | 07     | 011  | 0/0     | 011      |
| 2023/24   | Handball West Wien | HLA Challenge   | 028    | 133  | 0/0     | 133      |
| 2021–2024 | gesamt             | HLA Meisterliga | 061    | 194  | 0/0     | 194      |

### HLA Meisterliga
| Saison    | Verein                | Spielklasse     | Spiele | Tore | 7-Meter | Feldtore |
| --------- | --------------------- | --------------- | ------ | ---- | ------- | -------- |
| 2022/23   | SG Handball West Wien | HLA Meisterliga | 028    | 04   | 0/0     | 04       |
| 2024/25   | Handball West Wien    | HLA Meisterliga | 028    | 076  | 0/0     | 076      |
| 2022–2025 | gesamt                | HLA Meisterliga | 056    | 080  | 0/0     | 080      |